# Amblyglyphidodon leucogaster
Amblyglyphidodon leucogaster es una especie de peces de la familia Pomacentridae en el orden de los Perciformes.

## Morfología
Los machos pueden llegar alcanzar los els 13 cm de longitud total.

## Hábitat
Es un pez de mar.

## Distribución geográfica
Se encuentra desde el Mar Rojo y el África Oriental hasta Melanesia, Micronesia, Samoa, las Islas Ryukyu y la  Gran Barrera de Coral.